# 翅果蓼
翅果蓼（学名：Parapteropyrum tibeticum），为蓼科翅果蓼属下的一个植物种。其种加词“tibeticum”意为“西藏的”。
现接受名为翅果蓼（Fagopyrum tibeticum (A.J.Li) Adr.Sanchez & Jan.M.Burke, 2011）。